# Piet Teigeler
Piet Teigeler (Antwerpen, 18 juni 1936), ook bekend onder het pseudoniem Woody Dubois, is een Belgisch auteur, journalist en redacteur.

## Levensloop
Hij werd geboren in het gezin van een Vlaamse moeder en een Duitse vader. Hij groeide op in Antwerpen boven Café du Robinet van zijn grootouders, de plek waar later het standbeeld van Willem Elschot werd geplaatst.
Op zijn 31e begon hij te werken bij De Nieuwe Gazet en in de jaren 70 werd hij hoofdredacteur van Panorama.
In 2000 kreeg hij de 'Hercule Poirot'-prijs voor de misdaadroman De Zwarte dood uit de reeks over het Antwerpse politieduo John Carpentier en Leo Dewit en in 2002 werd zijn roman Het dwaalspoor door Robbe De Hert verfilmd; producent was Stef Cockmartin. In 2007 bracht hij Dood uit, de tiende en laatste misdaadroman in de reeks Carpentier en Dewit. Vervolgens was het wachten tot 2013 op een nieuwe roman van zijn hand, de historische thriller Gevaarlijk volk.
Sinds 2004 is hij voorzitter van de Asociación Internacional de Escritores Policiacos (AIEP), een internationale vereniging van misdaadauteurs. Hij is woonachtig in Spanje.